# CAMS 80
Le CAMS 80 est un hydravion militaire de l'entre-deux-guerres réalisé en 1931 en France par les Chantiers aéro-maritimes de la Seine (CAMS).

## Opérateurs
France
- Force maritime de l'aéronautique navale